# Jeansagnière
Jeansagnière – miejscowość i dawna gmina we Francji, w regionie Owernia-Rodan-Alpy, w departamencie Loara. W 2013 roku jej populacja wynosiła 83 mieszkańców. 
W dniu 1 stycznia 2016 roku z połączenia dwóch ówczesnych gmin – Chalmazel oraz Jeansagnière – utworzono nową gminę Chalmazel-Jeansagnière. Siedzibą gminy została miejscowość Chalmazel. 